# Pelecoide

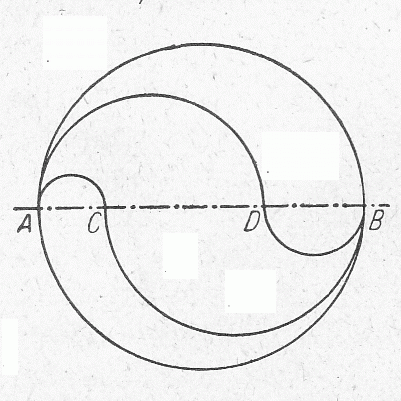
Ejemplo de pelecoide

Un pelecoide (del griego pelekus, 'hacha' y eidos, 'forma') es un tipo de curva que forma una figura geométrica, compuesta de un semicírculo y de dos cuadrantes opuestos a este por su parte convexa, formando como un hacha, en el siguiente modo:
- en el diámetro AB se señalan dos puntos, C y D;
- por un lado del diámetro se dibujan dos semicírculos, uno de A a C y otro de A a D;
- en el otro lado del diámetro se hace el opuesto, trazando dos semicírculos, uno de B a C y otro de B a D.

Se obtiene así una forma que recuerda a un hacha. Su perímetro tendrá longitud igual a la longitud de la circunferencia de diámetro AB, mientras que la superficie será  la del círculo como CD es AB.
Estas dos propiedades se utilizan para resolver el problema de la división de un círculo en un número dado n de partes iguales entre su superficie y contorno.
- Datos: Q921783